# Красная Зорька (Курская область)
Кра́сная Зо́рька — хутор в Рыльском районе Курской области. Входит в состав Крупецкого сельсовета.

## География
Хутор находится на реке Обеста, в 128 км западнее Курска, в 22,5 км западнее районного центра — города Рыльск, в 3 км от центра сельсовета  — села Крупец.
Климат
Красная Зорька, как и весь район, расположена в поясе умеренно континентального климата с тёплым летом и относительно тёплой зимой (Dfb в классификации Кёппена).

## Население
| 2002 | 2010 |
| ---- | ---- |
| 0    | →0   |

## Транспорт
Красная Зорька находится в 2,5 км от автодороги регионального значения 38К-017 (Курск — Льгов — Рыльск — граница с Украиной), в 2 км от автодороги межмуниципального значения 38Н-352 (38К-017 — Гниловка), в 1 км от автодороги 38Н-341 (38К-017 — Александровка), в 8 км от ближайшей ж/д станции Крупец (линия Хутор-Михайловский — Ворожба).
В 191 км от аэропорта имени В. Г. Шухова (недалеко от Белгорода).